# Xã Ripley, Quận Holmes, Ohio
Xã Ripley (tiếng Anh: Ripley Township) là một xã thuộc quận Holmes, tiểu bang Ohio, Hoa Kỳ. Năm 2010, dân số của xã này là 2.338 người.